# Wesleyan University
La Wesleyan University è una Università di arti liberali privata situata a Middletown, nello Stato del Connecticut (Stati Uniti d'America).

## Storia
Venne fondata come college maschile nel 1831. Il suo primo presidente fu Willbur Fisk. Per più di 100 anni dalla sua fondazione poté ospitare solo un piccolo corpo studentesco (meno di 1.000 unità).
È ora una delle università che organizzano corsi online (MOOC) su Coursera.
Possiede gli archivi personali di importanti artisti cinematografici come Frank Capra, Elia Kazan, Ingrid Bergman e Kay Francis. Conserva altresì importanti testimonianze di artisti quali Gene Tierney John Waters o Clint Eastwood.